# パリ〜ルーベ2009

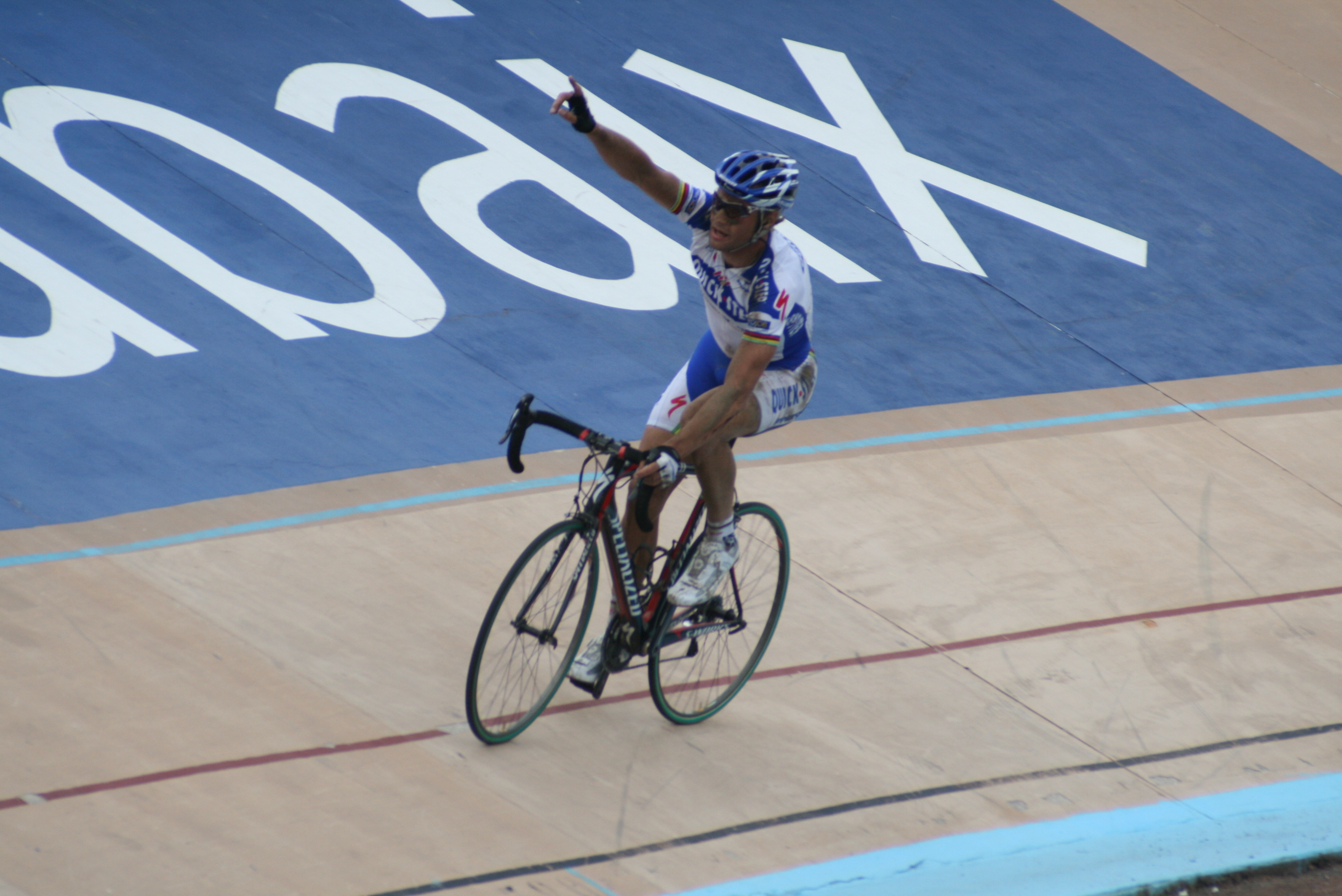
優勝のトム・ボーネン

パリ〜ルーベ2009は、パリ〜ルーベ(HIS)の107回目のレース。2009年4月12日に行われた。当レース定番の石畳は27セクター(29箇所)設けられていた。

## レース概要
残り約60km地点で、前年の優勝者、トム・ボーネン（ベルギー）が一気にペースを上げたことや、オートバイの転倒事故のアクシデントなどの要因が絡み、ジョージ・ヒンカピーら10数名が転倒。さらに残り約30km地点で、常に集団を牽引してきたボーネンがパンクというアクシデントに見舞われるなど、パリ〜ルーベならではの波乱続出のレース展開となった。しかし自転車を取り替えたボーネンはすぐさま先頭集団を追走し、短時間のうちに先頭集団に追いつくことになる。
そして、この後更なる波乱の展開が待ち構えていた。残り17km地点で、6人のトップ集団に居たフアン・アントニオ・フレチャが先行していたカメラバイクがバランスを崩した事につられ落車。これにライフ・ホストが乗り上げてしまい落車、ヨハン・ファンスュメレンがバランスを崩し停車させられ、結果フレチャの前に居て難を逃れたトル・フースホフトと、集団に追いついたボーネンの2人が先頭集団へ、これを落車はしなかったがボーネンとフースホフトのアタックに対応しきれなかったフィリッポ・ポッツァートが追いかけるという展開に。その後残り約15km地点でフースホフトがコーナーを曲がりきれずにバリアに激突して転倒。これでボーネンが独走状態となった。
その後ポッツァートが追撃にかかるが、ボーネンはこれを徐々に突き放し、2年連続3度目の優勝。2位にポッツァート、3位にはフースホフトが入った。

## 結果
コンピエーニュからルーベまでの259km
|    | 選手名                       | 国籍       | チーム                   | 時間          |
| -- | ---------------------------- | ---------- | ------------------------ | ------------- |
| 1  | トム・ボーネン               | ベルギー   | クイックステップ         | 6時間15分53秒 |
| 2  | フィリッポ・ポッツァート     | イタリア   | チーム・カチューシャ     | +47秒         |
| 3  | トル・フースホフト           | ノルウェー | サーヴェロ・テストチーム | +1分17秒      |
| 4  | ライフ・ホスト               | ベルギー   | サイレンス・ロット       | 同            |
| 5  | ヨハン・ファンスュメレン     | ベルギー   | サイレンス・ロット       | +1分22秒      |
| 6  | フアン・アントニオ・フレチャ | スペイン   | ラボバンク               | +2分14秒      |
| 7  | ハインリヒ・ハウスラー       | ドイツ     | サーヴェロ・テストチーム | +3分13秒      |
| 8  | シルヴァン・シャヴァネル     | フランス   | クイックステップ         | +3分15秒      |
| 9  | マヌエル・クインツィアート   | イタリア   | リクイガス               | +5分00秒      |
| 10 | マティ・ブレシェル           | デンマーク | チーム・サクソバンク     | +5分29秒      |